# Базовий договір про відносини між Японією та Кореєю
Базовий договір про відносини між Японією та Кореєю (яп. 日韓基本条約, Ніккан Кіхон Дзьо: яку); (кор. 한일기본조약, 韓日基本條約, Ханіль Кібон Чояк) — договір, укладений між Японією та  Південною Кореєю  22 червня 1965. Нормалізував двосторонні відносини та встановив базові принципи взаємодії між двома державами.
Договір оголошував договори, укладені між  Корейською й  Японською імперіями 22 серпня 1910 і раніше, юридично недійсними і визнавав уряд Республіку Корея єдиним законним урядом на Корейському півострові.
Оскільки раніше Японія виплатила Південній Кореї близько 800 мільйонів доларів у вигляді субсидій та позик з низьким відсотком, Корея відмовлялася від вимог подальших компенсацій за злочини, допущені в період японського колоніального правління.